# 11100 Lai
11100 Lai eller 1995 KC är en asteroid i huvudbältet som upptäcktes den 22 maj 1995 av San Vittore-observatoriet i Bologna. Den är uppkallad efter den italienske amatörastronomen Luciano Lai.
Asteroiden har en diameter på ungefär 3 kilometer.